# Графенгехајг
Графенгехајг (њем. Grafengehaig) град је у њемачкој савезној држави Баварска. Једно је од 22 општинска средишта округа Кулмбах. Према процјени из 2010. у граду је живјело 983 становника. Посједује регионалну шифру (AGS) 9477117.

## Географски и демографски подаци
Графенгехајг се налази у савезној држави Баварска у округу Кулмбах. Град се налази на надморској висини од 568 метара. Површина општине износи 20,8 km². У самом граду је, према процјени из 2010. године, живјело 983 становника. Просјечна густина становништва износи 47 становника/km².